# Ла-17М
Ла-17 — первый советский беспилотный самолёт-мишень разработки КБ Лавочкина. Производился в СССР в нескольких модификациях с 1954 по 1992 год. Поставлялся на экспорт в Китай и Сирию.

## История создания
В послевоенные годы в СССР происходило бурное развитие средств ПВО, в первую очередь ракет «земля-воздух».
С появлением данных ракет возникла насущная необходимость в создании технических средств как для отработки опытных изделий, так и для тренировки боевых расчетов в условиях, максимально близких к реальным.
Если для пушечных истребителей и наземной ствольной артиллерии тогда уже существовали различные специализированные самолёты — буксировщики мишеней, возившие за собой на тросе конус для стрельбы, либо носившие сбрасываемые планирующие имитаторы цели, то для ракет специальных целей не было. Проблему решали переоборудованием строевых самолётов типа МиГ-15, МиГ-17, Ил-28, Ту-4 установкой оборудования для радиокомандного управления с земли. Применение такой мишени было сложно и дорого.
Главком ВВС маршал К. А. Вершинин в 1950 году обратился к С. А. Лавочкину с предложением разработать специальную летающую мишень для испытаний и стрельб УР класса «воздух-воздух» типа К-5 и ракет ЗРК. Мишень должна быть проста в использовании и дешёвой в производстве, при этом иметь лётные характеристики самолётов тех лет. Эти требования определили прежде всего выбор силовой установки будущего самолета-мишени. КБ уже имело опыт эксплуатации прямоточных воздушно-реактивных двигателей (ПВРД). В 1946—1947 годах были созданы и проходили летные испытания истребители Ла-126ПВРД и Ла-138ПВРД. ПВРД прост и дешев, так как не имеет никаких движущихся частей: набегающий поток воздуха сжимается в воздухозаборнике сложной формы, в него впрыскивается топливо и поджигается, газы истекают через реактивное сопло, создавая тягу (подробнее в статье: Прямоточный воздушно-реактивный двигатель).
В качестве главного ведущего конструктора в проекте, получившего индекс «201», был назначен И. А. Меркулов. Силовая установка — ведущий конструктор в ОКБ-670 Н. И. Михневич, ведущий конструктор по двигателю от ОКБ-301 А. Г. Чесноков.
Летные испытания «изделия 201» начались 13 мая 1953 года на полигоне 6-го ГосНИИ ВВС под Ахтубинском. В качестве носителя мишеней был выбран бомбардировщик Ту-4. В 1953—1954 гг. был проведен комплекс летных испытаний самолета-мишени с отработкой в натурных условиях планера, бортовых систем и двигателя. С 1954 года начался его выпуск под обозначением Ла-17. Поставки серийных изделий начались в 1956 году.

## Конструкция
Конструкция мишени максимально упрощенная с целью удешевления производства. Ла-17 создан по нормальной аэродинамической схеме и представляет собой цельнометаллический среднеплан с прямоугольными в плане крылом и оперением. Хвостовое оперение и крыло набрано из профилей СР-11-12. Крыло легкосъёмное. 
Фюзеляж состоит из пяти частей; в носовой части установлены блоки радио- и электрооборудования и генератор постоянного тока, ротор которого раскручивается в полёте набегающим потоком воздуха от двухлопастной ветрянки. Автопилот первоначально АП-53, на госиспытаниях АП-60.
Средняя часть фюзеляжа представляет собой стальной цилиндр — топливный бак на 700 литров топлива. В качестве топлива применялся авиационный низкооктановый бензин Б-70. Бензин вытеснялся из бака сжатым воздухом из баллонов, также воздух использовался для привода рулевых машинок автопилота. Впоследствии на мишени смонтировали наплывы на законцовках крыла, в которых также заряжался сжатый воздух.
Двигатель размещался в мотогондоле под центральным отсеком снизу фюзеляжа.
Первоначально разрабатывался дозвуковой двухконтурный ПВРД РД-800 с диаметром камеры сгорания 800 мм. Однако из-за недостаточной тяги (на высоте 8000 м 310-45 кг) и экономичности двигателя доводку данного типа двигателя пришлось остановить. С 1951 по 1952 год разрабатывался более крупный РД-900 диаметром 900 мм, длиной 4086 мм. Сухой вес РД-900 — 320 кг. Он предназначался для работы на высотах от 2000 до 8000 м, скоростях полета, соответствующих числам М — 0,42-0,73, и в диапазоне тяг 1100-53 кг. Ресурс двигателя установлен в 40 минут, максимальное время его работы в полете — 720—1245 сек.
В процессе отработки изделия была попытка для спасения мишени использовать парашютную систему, однако добиться нормальной работы не удалось и от неё отказались, введя в автопилот алгоритм «посадки на брюхо», при этом гондола с двигателем повреждалась и подлежала замене. Доработанный автопилот получил индекс АП-61.

## Производство и применение
Серийное производство изделия 201 развернулось на заводах в Оренбурге (завод № 47) и в Горьком (завод № 21)). Для пусков Ла-17 в Казани модифицировали шесть четырехмоторных бомбардировщиков Ту-4К.
Носитель мог взять две мишени. Он их поднимал на высоту 3000…9000 м и разгонял до скорости запуска ПВРД. После запуска двигателя мишени производилась ее отцепка и мишень переводилась в пологое пикирование для увеличения скорости до 800—850 км/ч. Дальнейшее управление полетом осуществлялось автопилотом по радиокомандам с земли. Ла-17 мог набирать высоту до 10000 м. Hа высотах 7000…8000 м он развивал скорость 900 км/час, а на высотах 2000…6500 м — 650…840 км/час. 
Максимальная продолжительность полета ограничивалась запасом сжатого воздуха на борту. Если посадка мишени не предусматривалась, то она переводилась в крутое пикирование с вращением вокруг оси и разрушалась в воздухе от перегрузок. Если посадка планировалась, то в заданном районе мишень выключала двигатель на высоте 300 метров и планировала до касания с землёй.
После того, как беспилотник Ла-17М поступил в войска, он изготавливался на заводах Горького и Оренбурга. Всего за два года выпустили 249 машин. 
Единственным недостатком была потребность в носителе, к тому же обслуживание беспилотника и самолета-носителя требовали дополнительных затрат. Установка турбореактивного двигателя решила проблему. В 1958 году на базе Ла-17М был разработан беспилотный разведчик многоразового применения с автономным управлением — Ла-17БР, старт которого производился с земли.

## Ла-17М
Самолёт-мишень наземного старта.
Так как эксплуатация тяжёлых бомбардировщиков Ту-4 подходила к концу, то в 1959 году была создана новая мишень наземного старта. В качестве пусковой установки использовался четырёхколёсный лафет от 100-миллиметровorо зенитного артиллерийского орудия КС-19. На самолёт-мишень установили малоресурсный турбореактивный двигатель РД-9БК (выработавший ресурс и отремонтированный двигатель РД-9Б от МиГ-19, ресурс восстановленного двигателя составлял 10 моточасов). Для старта использовались два твердотопливных ускорителя ПРД-98 суммарной тягой 10 600 кг. Ускорители сбрасывались на 6 секунде после старта мишени. Мишень поступила в производство в 1960 году. Следующей модификацией стал Ла-17МА, который получил двигатель РД-9БКР и новый программно-временной автопилот.

## Ла-17Р
Первый в СССР беспилотный самолёт-разведчик на базе Ла-17М. Также обозначался как «изделие 204» и ТБР-1. Производился с 1963 года на заводе № 35 в Смоленске.  Было изготовлено 20 таких машин.

## Ла-17ММ (Ла-17К)
Мишень, оборудованная системой посадки и линзой Люнеберга для имитации ЭПР различных типов целей. Так как запасы двигателей типа РД-9 закончились, стали устанавливать двигатели Р-11К-300 (короткоресурсный вариант Р-11Ф2С-300 от МиГ-21), также было произведено множество изменений по планеру и системам. Модификация разработана в Казанском Опытно-конструкторском бюро спортивной авиации «Сокол» под руководством Палутина В.И., серийное производство этой модели БПЛА было развёрнуто в Оренбурге с 1978 по 1992 год.

## «ChangKong-1» или СК-1
Китайская версия Ла-17, созданная методом обратного проектирования. 
Ранее, мишени поставлялись в КНР из СССР. После прекращения сотрудничества для нужд НОАК была начата разработка собственного беспилотника под руководством генерала Чжао Сюй на испытательной и учебной базе оружия PLAAF[прояснить]. Основным отличием от Ла-17 является применение турбореактивного двигателя Wopen-6 (копия советского ТРД РД-9)
- В дальнейшем разработкой БПЛА занимался Нанкинский Институт аэронавтики.
- Первый полёт БПЛА собственного производства КНР состоялся в 1966 году.
- Последние модификации этого БПЛА продолжают эксплуатироваться[4].

Были разработаны модификации:
- СК-1 — базовая модель
- CK-1A — беспилотник для отбора проб при ядерных испытаниях
- CK-1B — низковысотная мишень
- СК-1С — мишень с повышенными возможностями маневрирования
- СК-1Е — улучшенный вариант предыдущей модели
- СК-1М — экспериментальный БПЛА с двумя двигателями*[6].

## Эксплуатация
Для применения как мишеней, так и разведчиков в СССР было сформировано некоторое количество отдельных авиационных эскадрилий подготовки и пуска самолётов-мишеней и отдельных авиационных эскадрилий беспилотных самолетов-разведчиков. Все эти части были в непосредственном подчинении штаба армии или штаба флота. По воспоминаниям людей, эксплуатировавших Ла-17, система управления этих БПЛА не отличалась надёжностью.

## Лётно-технические характеристики (для Ла-17)
- Размах крыла, м: 7,50
- Длина, м: 8,175
- Высота, м: 2,98
- Масса стартовая, кг: 1459
- Тип двигателя: прямоточный воздушно-реактивный, тип РД-900
- Максимальная скорость полёта, км/ч: 905
- Дальность полёта, км: 120
- Продолжительность полёта, мин: 8,5[1].

Это были последние мишени и разведчики семейства Ла-17, с аббревиатурой, содержавшей имя талантливого конструктора, инженера и одного из организаторов авиационной промышленности — Лавочкина Семена Алексеевича.